# محطة قطار وادي زياد
مَحطة وادي زياد هي محطة قطار جزائرية تقع في إقليم بلدية برحال ، ولاية عنابة. تُعدّ جزءًا من شبكة الخطوط الإقليمية التي وتديرها الشركة الوطنية للنقل بالسكك الحديدية في الجزائر.

## الموقع في السكك الحديدية
تَقع المحطة في الشمال الشرقي لبلدية برحال، على أطراف بلدة واد زيد (بلدية واد العنب )، على الخط الممتد من رمضان جمال إلى عنابة . تسبقها محطة برحال وتتبعها محطة عنابة .

## خدمة الركاب

### خدمة
ًَََّتخدم المحطة قطارات إقليمية على خط عنابة - برحال,.

### رَوابط خارجية
- "ش.و.ن.س.ح". الشركة الوطنية للنقل بالسكك الحديدية. مؤرشف من الأصل في 2025-05-05.

{{محطات القطار في ولاية عنابة}}